# Géza Ekecs
Géza Ekecs (voller Name Géza László Ekecs, bekannt unter den Namen László Cseke, der Name Ekecs umgedreht) (* 24. März 1927 in Budapest; † 13. November 2017) war ein ungarischer Journalist und Radioreporter.
Ekecs kam aus einer Schauspielerfamilie. Nach dem Abitur im Jahr 1946 arbeitete er als Journalist bei Kossuth Népe und später Hazánk. Er flüchtete 1949 nach Deutschland, später ging er nach Paris. Er publizierte in der Emigrationpresse, unter anderen in Látóhatár. Von Dezember 1951 bis März 1992 war er für den Radiosender Radio Free Europe in München tätig und mit seinen Musiksendungen hat er legendäre Popularität (besonders in den 1960er und 1970er Jahren) in Ungarn erworben und den Musikgeschmack der ungarischen Jugend geprägt. Er lebte als Rentner in München.